# 서울 응선사 대웅전 산신도
서울 응선사 대웅전 산신도(서울 應禪寺 大雄殿 山神圖)는 서울특별시 종로구 부암동, 응선사 대웅전 내에 있는 일제강점기의 산신도이다. 2003년 9월 5일 서울특별시의 문화재자료 제14호로 지정되었다.

## 개요
이 불화는 현재 응선사 대웅전의 향좌측(向左側) 벽에 걸려있다. 화면 아래 붉은색 란에 묵서(墨書)로 명기된 화기(畵記)에 의하면 1914년 음력 10월 8일 새로 산신도 1축을 조성하여 경성부 고양군 삼각산 안양암에 봉안하였다고 하다.
연응 정순(淵凝 淨旬)스님을 증명으로 하고, 양학 효신(養鶴 孝信)스님이 별좌(別座) 겸 화주(化主)가 되어 조성하였는데, 금어(金魚)로는 금호 약효(錦湖 若效), 향암 성엽(香庵 性曄), 연암 경인(蓮庵 敬仁) 등 3인의 화승이 제작에 참여하였다.
화면은 가로가 약간 긴 직사각형인데, 화면의 가장자리를 따라 진채 기법(眞彩 技法)의 소나무를 배치하고 그 아래 山神이 호랑이와 4명의 동자와 함께 산을 배경으로 하여 앉아있는 모습을 그렸다. 산신은 金色의 옥잠(玉簪)이 꽂힌 족두리 같은 것을 쓰고 왼손에 파초선(芭蕉扇)을 들고 화면의 향좌측을 향하여 側面向으로 앉아있다. 채색을 위주로 한 다른 부분과는 달리 산신의 얼굴은 세필(細筆)로 수염 하나 하나까지도 세밀하게 묘사하여 마치 초상화를 보는 듯한데, 치켜 올라간 눈썹과 무엇인가를 응시하는 듯한 눈, 굳게 다문 입 등 인자한 노인으로 묘사되던 기존의 산신과는 달리 위엄 있는 산의 主神으로서의 모습을 잘 표현하고 있다.
몸에는 짙은 주색(朱色)의 옷깃을 댄 단령(團領)의 대수평복포(大袖平服袍)를 걸치고 목에는 백라(白羅)의 중위곡령(中圍曲領)을 둘렀으며 안에는 녹색의 下衣를 받쳐입었다. 이러한 着衣法은 조선후기 시왕상 등에서 흔히 볼 수 있는 것으로 보통 관리들의 복식인데, 갑옷 또는 가슴 부분이 확 트여진 복식과 함께 산신의 전형적인 복식 가운데 하나이다.
붉은 색의 도포에는 황색의 화문(花紋)이 꼼꼼하게 시문(施文)되어 있다. 왼손에는 파초선(芭蕉扇)을 들고 있으나 오른손은 넓은 도포 자락에 가리워 보이지 않는다.
산신의 등뒤로는 호랑이가 산신을 호위하듯 꼬리를 길게 켜들고 이빨을 드러낸 채 앉아있다. 호랑이는 날카로운 발톱이 드러난 앞발을 땅에 단단히 딛고 두 눈을 부릅뜬 채 으르렁거리듯 산신을 호위하고 있는데, 민화(民畵)의 호랑이처럼 해학적으로 묘사되는 다른 산신도의 호랑이와는 달리 수묵기법(水墨技法)으로 능숙하게 그려내어 화사(畵師)의 솜씨가 뛰어났음을 잘 보여주고 있다.
산신의 좌우로는 산신을 보좌하는 동자가 4명 지물(持物)을 들고 서있다. 동자들은 쌍계(雙髻) 또는 머리에 연잎을 뒤집어쓰고 있는데, 손에는 복숭아 또는 공양물을 들고 산신에게 공양하는 모습을 취하고 있다.
산신도의 배경으로는 폭포가 떨어져 내리는 깊은 산을 배경으로 소나무가 산신의 위로 늘어져 있는 모습을 보여준다. 보통 산신도의 배경으로 등장하는 산은 상상 속의 길지(吉地)로 현실에서는 불가능한 理想世界를 표현하는 것이 원칙인데, 여기에 우주목(宇宙木)인 소나무와 구름에 가려진 해를 묘사하여 영험한 분위기를 더하고 있다. 진채색(眞彩色)으로 채색된 소나무는 민화에서 흔히 볼 수 있는 잎이 무성한 소나무인데, 진채의 나뭇잎과는 달리 줄기는 먹으로 거칠게 처리하여 대조적인 느낌을 준다.
그림의 향좌측 하단부 주지란(朱地欄)에는 목서(墨書)로 산신도 제작연대, 제작 참여자, 시주자 명단, 최초 봉안장소 등을 알려주는 글(畵記)이 쓰여 있다.
大正三年甲寅陰十月初八日新綵繪山神幀一軸奉安于京京城府高陽郡三角山安養庵 緣化所 證明 淵凝淨旬 誦呪 滿月法圓 信士 金正□ 信士 吳普光 信士 李光明 持殿 信士 白蓮心 金魚 錦湖若效 香庵性曄 蓮庵敬仁 茶角 沙彌景協 供司 信士 康坦然 都監 平等善柱 別座 化主 養鶴孝信 施主秩 信女 丙辰生李氏正眞 行 乾命 丁丑生李氏 信女 庚辰生金氏 信女 甲申生金氏萬□ 童子 己酉生李□□ 童子 壬子生李成吉
대정 3년 갑인(1914년) 음력 10월 8일 새로 산신탱 1점을 그려 경성부 고양군 삼각산의 안양암에 봉안하였다. 연화질은 증명에 연응정순, 송주에 만월 법원, 남신도 김정□, 오보광, 이광명이며, 지전은 남신도 백련심이다. 금어(화승)는 금호 약효와 향암 성엽, 연암 경인, 다각은 사미인 경협이며, 공사는 남신도 강탄연, 도감은 평등선주, 별좌 겸 화주는 양학효신이다. 시주자명단 여신도 병진생이씨 정진행, 정축생이씨, 경진생 김씨, 갑신생 김씨만□, 동자 기유생이□□, 동자 임자생 이성길.

위 기록에서 확인되듯 금호 약효(錦湖 若效), 향암 성엽(香庵 性曄), 연암 경인(蓮庵 敬仁) 등 세 명의 화승(畵僧)이 제작하였다. 이 불화제작을 주관한 것으로 보이는 금호 약효(錦湖 若效)는 19세기 말～20세기 전반에 걸쳐 경기도와 충청도지역에서 주로 활약하였던 화승으로 현재 경기도와 충청도를 중심으로 하여 약 70여 점에 달하는 많은 작품들이 남아있다. 단아한 佛身과 섬세한 인물 묘사 등을 특징으로 하는 그의 화풍은 이 작품에도 잘 반영되어 있다고 할 수 있다.
약효와 함께 제작에 참여한 성엽(性曄)과 경인(敬仁)은 그의 제자로서, 성엽은 《서울 영국사 산신도》(1907년) 이후 《무주 원흥사 칠성도》(1907), 《향천사 산신도》(1907), 《공주 마곡사 칠성도》(1912) 등에서, 경인 또한 《청양 정혜사 칠성도》(1911), 《공주 마곡사 칠성도》(1912) 등 주로 1900년대 전반에 약효 및 그 제자인 보응당 문성(普應堂 文性) 등과 함께 불화를 제작하였다.
이 산신도는 경기, 충청지역을 중심으로 활동하던 금호 약효(錦湖 若效)스님을 비롯한 2인의 화승이 제작한 산신도로서, 20세기 초반 불화의 양식을 잘 보여주고 있는 작품이다. 산신의 옷 일부분과 화면 아래 부분에 일부 칠이 벗겨진 것을 제외하고는 보관상태도 양호한 편이다.

## 참고 자료
- 응선사대웅전산신도 - 국가유산청 국가유산포털